# جبل جيس
جبل جيس هو أعلى جبل في دولة الإمارات العربية المتحدة؛     حيث يرتفع قرابة 1900 متر فوق سطح البحر.  جبل جيس هو أحد الجبال التي تتكوّن منها سلسلة جبال الحجر.  ويقع جبل جيس في إمارة رأس الخيمة. وتنخفض فيه درجة الحرارة كثيراً عن ما هي عليه في الأسفل.     

## موقع الجبل
يقع جبل جيس في شمال إمارة رأس الخيمة في بلاد قبيلة الحجري، ويبعد عن مدينة رأس الخيمة حوالي 25 كيلومتر تقريباً، ويصل ارتفاع أعلى نقطة فيه إلى 350 متر تقع شرق الحدود بين سلطنة عمان ودولة الإمارات. بين الجبال تنتشر قرى معزولة، والعديد من [[أمطار الروايح وضباب وسحب منخفضة والأمطار وبارد والعواصف الرعدية والثلوج وتكونات المحلية]] والمزارع التي تستفيد من مياه الأمطار لإنتاج الفواكه والخضروات وتربية المواشي، ويشهد جبال تساقط الثلوج النادرة مرتين في السنة. 

## السياحة
{{ تشهد قمة جبل جيس أدنى درجات الحرارة  وضباب وسحب منخفضة والأمطار
وبارد والعواصف الرعدية وخلية بردية والثلوج وتكونات المحلية في دولة الإمارات،}}   
حيث تصل إلى -7 درجات مئوية في فصل الشتاء،  وهو دفع الحكومة المحلية لوضع خطط لبناء فندق وتلفريك، ومشروع للمظلات الهوائية وملعب للجولف وأول منحدر خارجي للتزلج على الثلج، ذلك بعد افتتاح الطريق الجديد على الجبل.، كما تم إنشاء أطول حبل انزلاقي بالعالم بالجبل بطول 2,832 متر وبسرعة تتجاوز ال 120 كيلومتر بالساعة        

## معرض صور

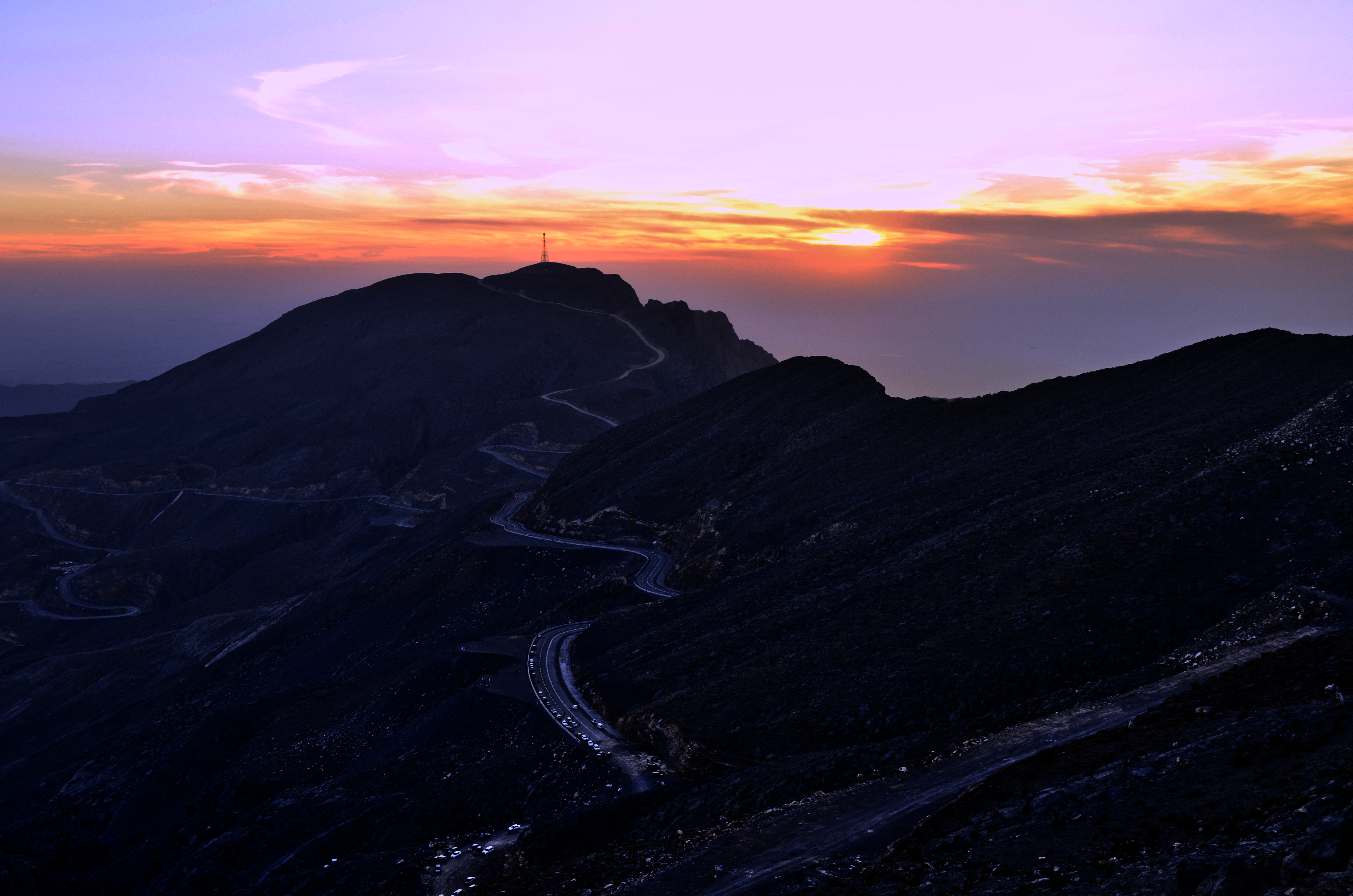
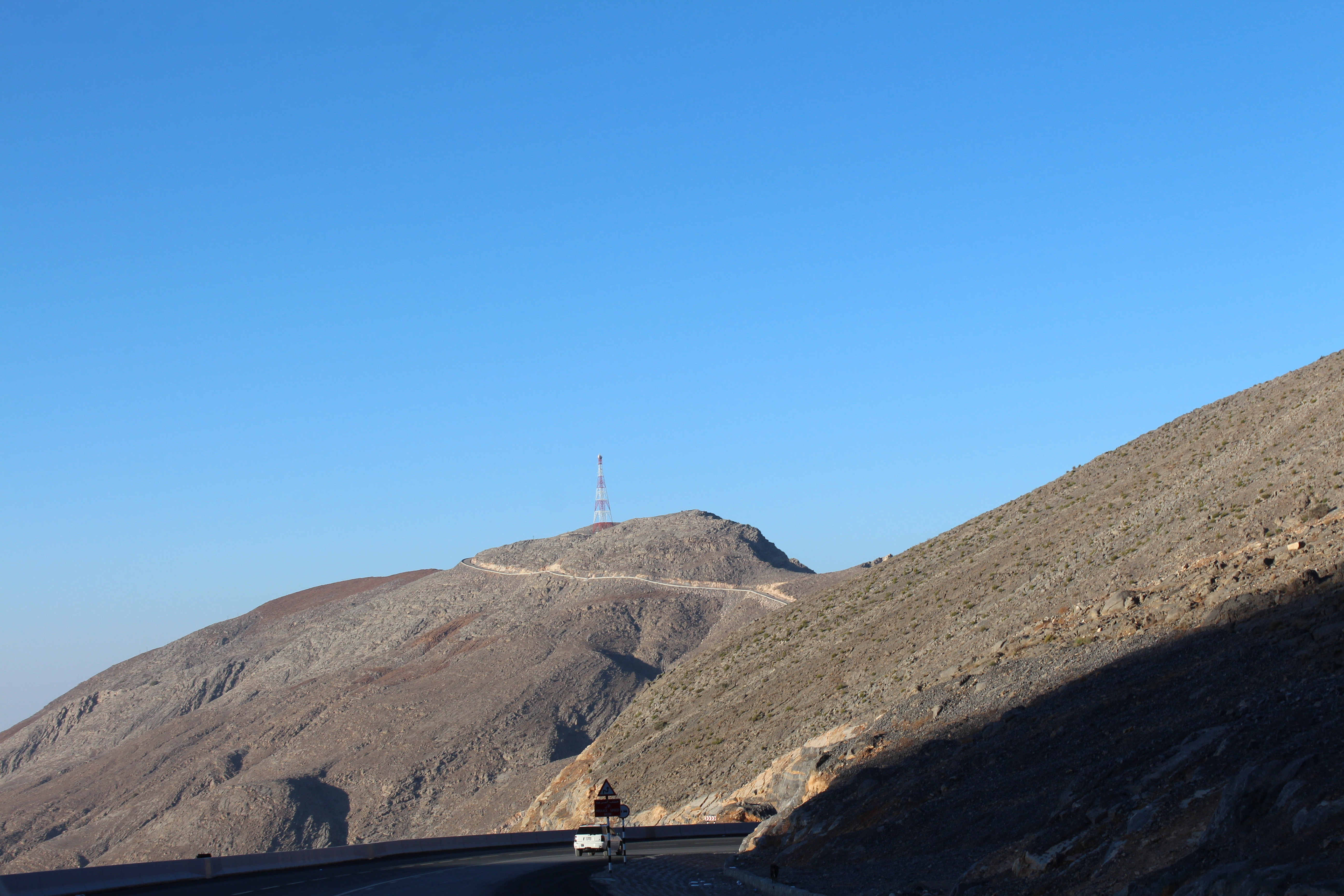
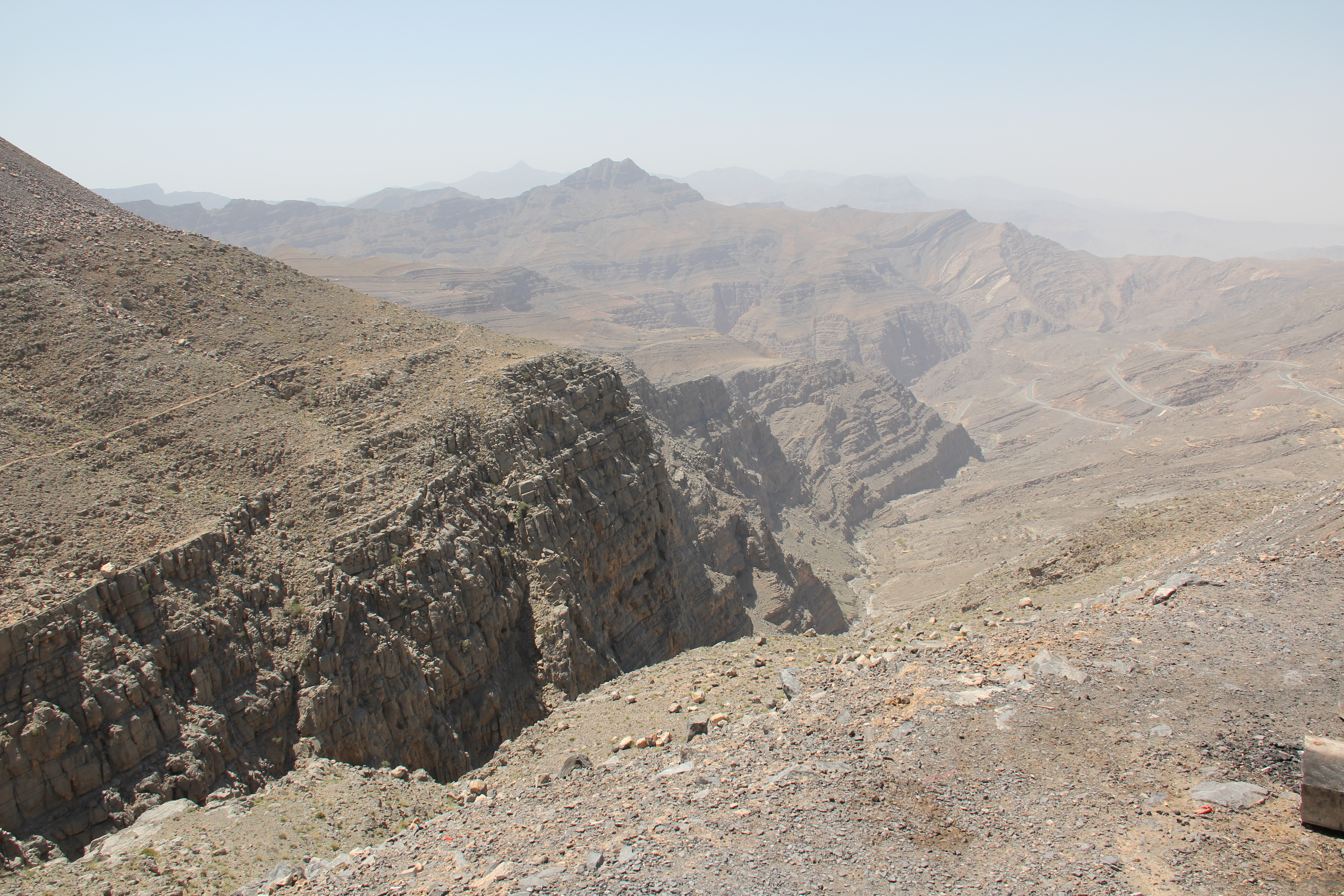
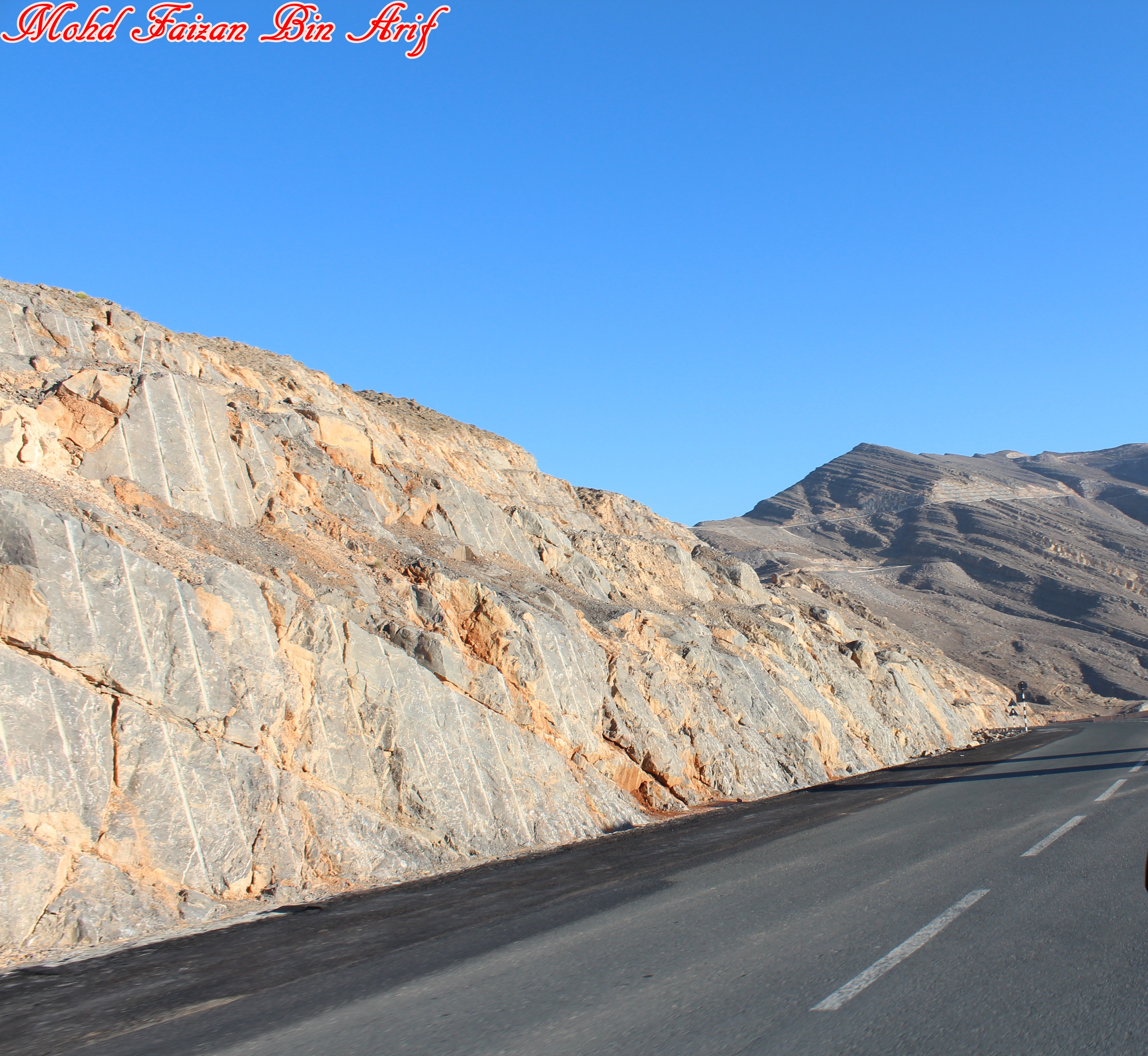